# Musaceae
Musaceae este numele botanic pentru o familie de plante cu flori. Familia este nativă la tropicele din Africa și Asia.
Ele sunt plante erbacee perene, de obicei mari, uneori parțial lemnoase. Tulpinile sunt subterane, cu rizomi. Au frunzele bazale, spiralate, mari, simple, cu păstăi mari suprapuse, cu pețiol. Frunzele sunt adesea împărțite în mai multe părți perpendiculare pe nervura principală.
Există trei genuri:
- Ensete
- Musa
- Musella